# Degë
Degë – wieś położona w północnej części Albanii w gminie Fierzë. Wieś znajduje się 109 kilometrów od stolicy państwa, Tirany.

## Demografia
Według spisu ludności z 1989 roku we wsi Degë mieszkało 619 mieszkańców.